# 湯ノ谷村
湯ノ谷村（ゆのたにむら）は、かつて石川県河北郡に存在した村。

## 地理
- 現在の金沢市東部、浅野川に沿って（対岸には湯涌谷村が）位置し、富山県南砺市に隣接する。
- 現在の石川県道10号金沢湯涌福光線が村内全域を通っており、江戸時代には金沢 - 福光 - 五箇山を結ぶ塩硝街道と呼ばれていた。
- 現在の北陸大学、太陽が丘ニュータウンなどがあり、新興住宅地化している。
- 峠：横谷峠
- 川：板ヶ谷川、医王山川、浅野川

## 歴史
- 1889年（明治22年）4月1日 - 町村制の施行により、銚子口村、上中村、谷口村、打尾谷村、野村、袋村、木目谷村、平等（だいら）村、下荒屋村、炭釜村、朝加屋村、藤六村、東市瀬村、北袋村、平下（ひらしも）村、上山村、町村、古郷寺（こきょうじ）村、栃尾村、石黒又村、板ヶ谷村及び横谷村の区域をもって、湯ノ谷村が発足する[1]。
- 1907年（明治40年）8月10日 - 湯ノ谷村、金浦村及び医王山村が合併して、浅川村が発足する[2]。

## 行政

### 村長
| 代数 | 氏名       | 就任年月日         | 退任年月日               | 備考 |
| ---- | ---------- | ------------------ | ------------------------ | ---- |
| 1    | 齋藤武十郎 | 1889年（明治22年） | 不明                     |      |
| 2    | 北尾榮次郎 | 1893年（明治26年） | 不明                     |      |
| 3    | 西村善秀   | 1897年（明治30年） | 不明                     |      |
| 4    | 坂田萬馬   | 1903年（明治36年） | 不明                     |      |
| 5    | 吉田有格   | 1904年（明治37年） | 1907年（明治40年）8月9日 |      |

## 地域

### 教育
小学校
- 袋尋常小学校（現・金沢市立東浅川小学校）[3]